# تعديلات (علم الوراثة)
يشير مصطلح التعديلات في علم الوراثة إلى كل من التغيرات والتعديلات التي تحدث طبيعيًا وهندسيًا في الحمض النووي. تحدث الطفرات العارضية أو الطبيعية من خلال أخطاء محتملة أثناء عملية النسخ  والإصلاح، ويكون إما تلقائيًا أو بسبب ضغوطات بيئية. حيث تُجرى تعديلات معتمدة في المختبر لأغراض مختلفة، وتطوير بذور ونباتات أكثر صلابة وتحملًا، بالإضافة إلى معالجة الأمراض التي تصيب الإنسان. كما ولا يزال استخدام تقنية تحرير الجينات مثيرًا للجدل في وقتنا المعاصر.

## تعديلات وراثية (عرضية ومتعمدة)

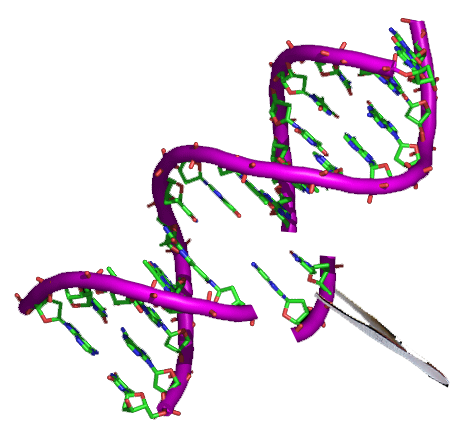
تصوير التعديل الجيني حيث يتم إزالة جزء من الحمض النووي باستخدام ملقط.

التعديلات هي تغييرات تحدث  في الحمض النووي للفرد بسبب طفرة عرضية أو تعديل وراثي مقصود باستخدام تقنيات حيوية مختلفة.< على الرغم من وجود التباس بين مصطلحي "التعديل" و"الطفرة" لأنهما يُستخدمان بشكل متبادل في العديد من الأحيان، فإنه ما يُميز التعديل عن الطفرة كونه أكثر شمولية  فالتعديل مصطلح يشمل كلا من تعريف الطفرة والهندسة الوراثية. وكل من هذين التصنيفين الفرعيين يؤدي إلى تغيير يؤثر على خصائص الكائن الحي، والمعروفة أيضًا باسم النمط الظاهري، والناجمة عن التغيرات في التركيب الوراثي للكائن الحي، أو أليلاته المحددة، مما يؤدي إلى تغيير التعبير الجيني. على الرغم من أن الوراثة تلعب دورًا كبيرًا في تعبير الفرد، كما هو الحال في حالات التعديلات اللاجينية إلا أنه لا تورث جميع حالات التعديل. وبغض النظر عن أصل هذا التباين على المستوى الجيني، فإنه يؤثر بوضوح على إنشاء وتفاعل البروتينات، كما ويغير وظيفة الخلية، والنمط الظاهري ووظيفة الكائن الحي.

### أنواع التعديلات
يمكن أن تحدث التعديلات الجينية بشكل طبيعي، عن طريق الطفرات المذكورة أعلاه في جينوم الكائن الحي، أو من خلال الأساليب التكنولوجية الحيوية لاختيار جين مهم للتلاعب به من أجل إنتاج شيء جديد أو تحسين جين موجود بالفعل. يعتبر هذا التمييز بين التغيرات التي تحدث بشكل طبيعي وتلك التي تكون مقصودة مفتاحًا لفهم الفرق بين الطفرة والهندسة الوراثية.

#### الطفرة العرضية
يمكن تعريف الطفرة بدقة أكبر على أنها أي تغيير غير توافقي في النمط الظاهري للكائن الحي فيكون موروثًا يُنقل بشكل ثابت من الأبوين إلى الأحفاد عبر الأجيال. كما ويمكن تصفيتها إلى أسباب عديدة وأشكال مختلفة، ومع ذلك، تُعزى بشكل أساسي إلى الأخطاء التي تحدث خلال تضاعف الحمض النووي الريبوزي منقوص الأكسجين أو التعرض لعوامل خارجية. نظرًا أن العمليات الخلوية فعالة للغاية، وعالية الكفاءة، فهي ليست مثالية مما يتسبب في التباين بين الكائنات من نفس النوع. يمكن أن تسبب هذه التباينات والتفاوتات تأثيرات ظاهرية مختلفة بشدة متفاوتة، تتراوح بين عدم وجود تأثير قابل للملاحظة على الإطلاق إلى عدم القدرة على البقاء على قيد الحياة. كما ويمكن أن تتفاوت تعبيرات الجينات بسبب ظروف بيئية مثل المناخ والنظام الغذائي ومستويات الأكسجين ودورات الضوء والمتحولات الوراثية أو المواد الكيميائية التي ترتبط ارتباطًا وثيقًا بقابلية الإصابة بالأمراض، ويعد توقيت ومدة التعرض لمثل هذه العناصر عاملًا حاسمًا بالإضافة إلى أنه يُؤثر بشكل كبير على استجابة النمط الظاهري للكائن الحي، مما يزيد من شدته بشكل عام مع مرور الوقت.

### الأساليب
هناك العديد من الأساليب أو الأشكال المختلفة للطفرة، بما في ذلك الطفرة العفوية التلقائية، والأخطاء التي تحدث أثناء النسخ المتماثل والإصلاح، بالإضافة إلى الطفرة الناجمة عن التأثيرات البيئية. فيمكن أن تسبب أصول الطفرات هذه العديد من أنواع الطفرات المختلفة التي تؤثر على التعبير الجيني على النطاقين الواسع والضيق المحدود.

#### الهندسة الوراثية (المقصودة)
الهندسة الوراثية هي نوع من التعديلات الوراثية المقصودة، والتي تستخدم التقنيات الحيوية لتعديل جينوم الكائن الحي.[بحاجة لمصدر] وفقًا لمنظمة الصحة العالمية تُعرَّف الكائنات المعدلة وراثيًا على أنها "الكائنات الحية (نباتات، حيوانات، أو ميكروبات) التي عُدّلت مادتها الوراثية (الحمض النووي) بطريقة لا تحدث بشكل طبيعي عن طريق التزاوج أو إعادة التركيب الطبيعي". يشمل هذا النوع من التعديلات عمليات إدراج أو حذف قواعد الحمض النووي للشيفرة الوراثية الحالية. في منهجية التكنولوجيا الحيوية، تُستخدم سلسلة من الخطوات الأربعة لإنتاج كائن حي معدل وراثيًا.
1. 1. تحديد
    1. يحدد الباحثون سمة محددة تستند عادة إلى الرغبة في حل مشكلة ما.

  2. عزل
    1. يحدد الباحثون تسلسل السمة المحددة عن طريق مقارنة الجينومات للكائنات داخل نفس النوع، مع وبدون السمة.

  3. إدخال
    1. بعد ذلك، يستخدمون التسلسل (أو التسلسلات) والعديد من الإنزيمات المختلفة لإدخال جينات السمة في ناقل البلازميد، الذي يمكن بعد ذلك إدخاله في البكتيريا لتكاثر الجين المفضل.

  4. نمو
    1. إشارة إلى إنشاء كائن حي معدل وراثيًا ناجح هي النمو والتكاثر مع الجينوم المحرر الجديد دون أضرار للكائن الحي بسبب التعديل الجديد.

الأساليب:

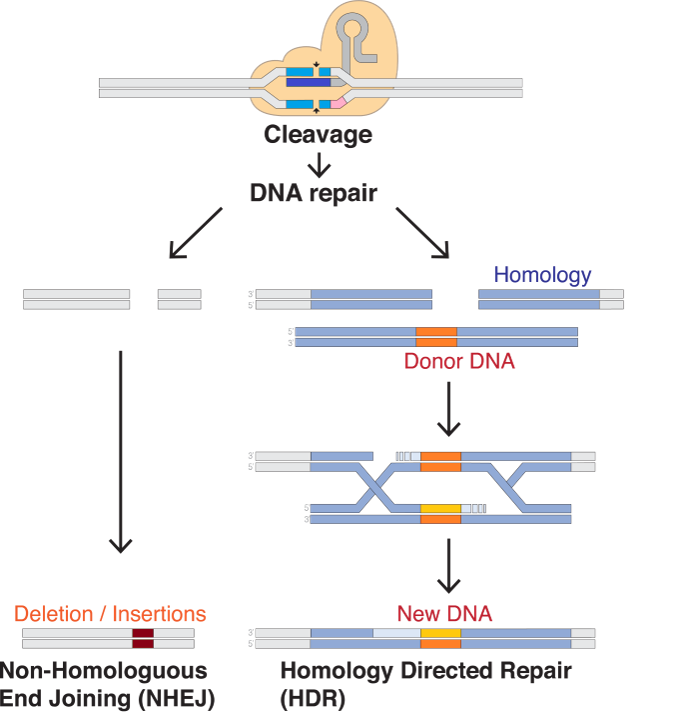
صورة تصور عملية تحرير الجينوم كريسبر.

طرق كريسبر هي نوع شائع الاستخدام في عملية تحرير الجينوم المذكورة أعلاه. يرمز تحرير الجينات بتقنية كريسبر إلى "التكرارات العنقودية المتباعدة بانتظام القصيرة المتداخلة"، ويسمح للعلماء بتغيير التعبير الجيني يدويًا أو تصحيح الأخطاء أو إنشاء أشكال جديدة. منذ عام 2012، عمل العلماء على تطوير هذه التكنولوجيا التي لديها الفرصة لعلاج الأمراض الوراثية وتعديل السمات وراثيًا لتكون الأكثر رغبة، وكذلك تغيير الحمض النووي بدرجة عالية من الدقة.

### أمثلة

#### طفرة (عرضي)
هندباء البر: معظم الهندباء تمتلك سيقان طويلة، ولكن زيادة التهديدات المحتملة في بيئتها تسببت في انخفاض متوسط طول سيقان الهندباء داخل أنواع معينة، مما يتيح لها تفادي هذه التهديدات بشكل أفضل. وكان بإمكان هذا التكيف أن يحدث بسبب طفرة تحدث في فرد أقصر ساقًا يُختار بواسطة الضغوط البيئية. ولأن الهندباء ذات السيقان الأقصر كانت لديها معدل لياقة عالٍ أكثر من الهندباء ذات السيقان الطويلة، وتمكنت من البقاء بشكل أكبر، فقد عُدل التردد الجيني للسكان وراثيًا من خلال الحدوث الأصلي للطفرة.

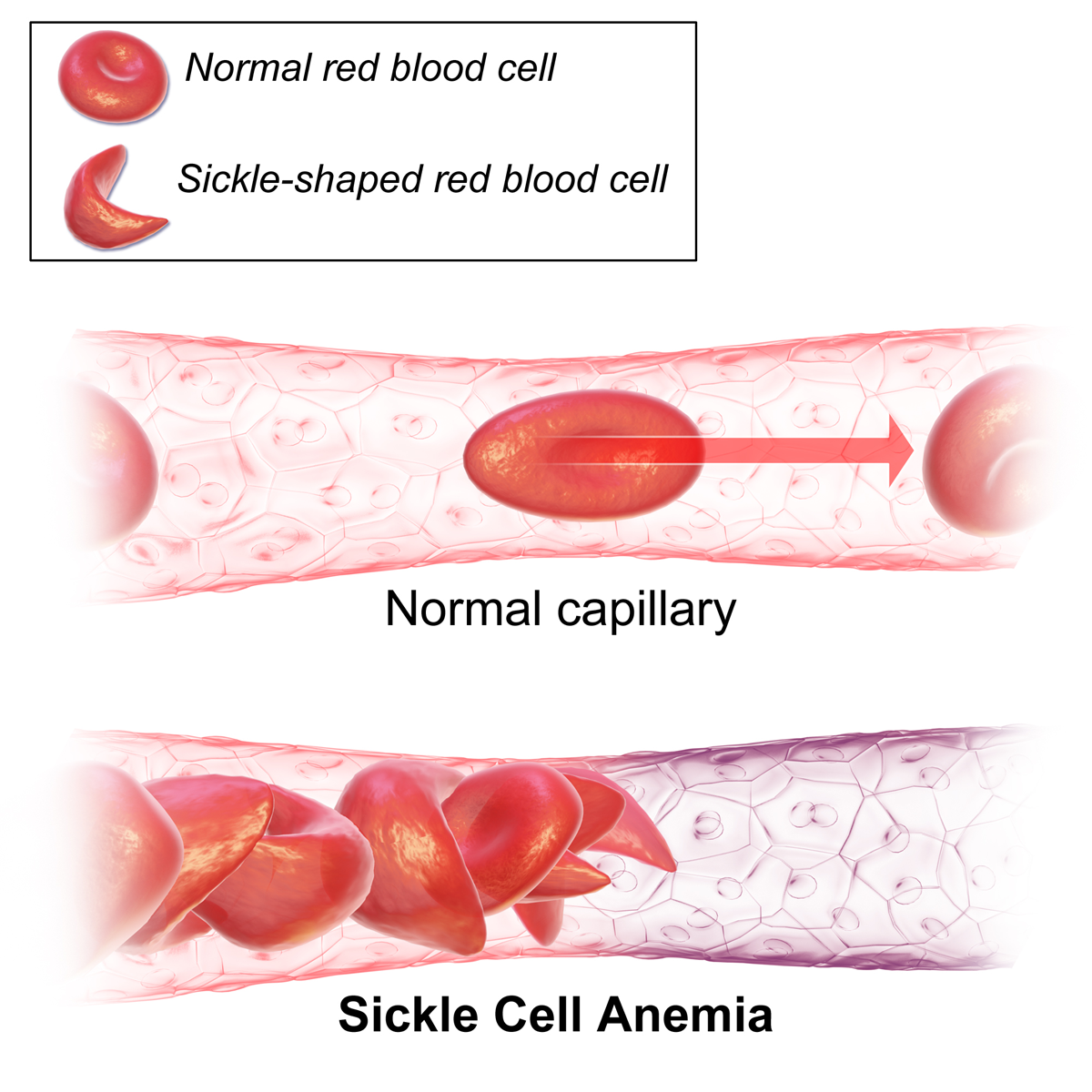
صورة توضح الفرق بين تدفق الدم عند شخص السليم وعند مصاب بالأنيميا المنجلية.

داء الأنيميا المنجلية: في الفرد السليم، يكون HBB (جين HBB) مسؤولًا عن تشفير الهيموجلوبين الذي يحمل الأكسجين في جميع أنحاء الجسم. ومع ذلك، عندما يكون الشخص مصابًا بهذا المرض بسبب وراثة نسختين متحورتين من جين HBB بسبب طفرة نقطة زوج القاعدة، تتشكل خلايا الدم الحمراء بشكل مختلف. يؤدي هذا الشكل المتغير إلى انسداد تدفق الدم مع آثار صحية خطيرة. ومن ناحية أخرى  فإن أولئك الذين يرثون نسخة واحدة فقط من هذا الجين لديهم حماية أعلى ضد الملاريا.

#### الهندسة الوراثية (المتعمدة)
مرض آلزهايمر: في مثال اصطناعي في المختبر، عزل العلماء جين بروتين سلف النشواني أو البروتين المنتج للمادة النشوانية (APP) المعروف بدوره في إصابة الإنسان بمرض الزهايمر، ونقلوه إلى خلايا الأعصاب لدودة. وبهذا، هدف العلماء إلى دراسة تطور مرض الزهايمر في هذا الكائن البسيط عن طريق ترميز البروتين APP بالبروتين الأخضر الفلوري الذي سمح لهم بتصور الجين أثناء تقدم الدودة في العمر بشكل أفضل. باستخدام ما تعلموه من التجربة مع الدودة البسيطة وجين APP، زاد علماء الوراثة فهمهم لدور هذا الجين في إصابة الإنسان بمرض الزهايمر.
الأنسولين: كان أول استخدام للبكتيريا المعدلة وراثيًا للأنسولين الطبي الذي يحتاجه مرضى السكري للتحكم في نسبة السكر في الدم. من خلال الخطوات التالية، يستطيع العلماء هندسة منتج طبي يعتمد عليه الملايين من الناس في جميع أنحاء العالم:
1. تُستخرج قطعة صغيرة من الحمض النووي من شكل دائري من حمض الدنا البكتيري أو الخميرة الذي يسمى بلازميد باستخدام الإنزيمات المحددة.
2. بعد ذلك، يقوم العالم بإدراج الجين البشري للأنسولين في الفراغ الذي تركه الحمض النووي المستخرج. ويعتبر هذا البلازميد الآن كياناً معدلًا وراثيًا.
3. إعادة إدخال الكيان المعدل وراثيا في خلية بكتيرية أو خميرة جديدة.
4. ستخضع هذه الخلية بعد ذلك للانقسام الميتوزي مع انقسام وتكاثر سريعان، ينتج عنه أنسولين يناسب احتياجات الإنسان.
5. يزرع العلماء البكتيريا أو الخميرة المعدلة وراثيًا في أوعية تخمر كبيرة، والتي تحتوي على جميع العناصر الغذائية اللازمة لها، وتسمح بزراعة كميات كبيرة من الأنسولين.
6. عندما تنتهي عملية التخمر، يُصفّى المزيج لإنتاج الأنسولين النهائي.
7. بعد ذلك يُنقّى الأنسولين ويُعبّأ في زجاجات وأقلام أنسولين لتوزيعه على مرضى السكري.

### أخلاقيات الهندسة الوراثية

المنتجات الشائعة للهندسة الوراثية.

بوتيرة سريعة من القلق والأهمية لهذا الجدل الأخلاقي بما أنها أصبحت تستخدم  تقنية تحرير الجينات كريسبر بشكل أكثر شيوعًا. يوصي المجتمع العلمي بالتقييم المستمر للمخاطر والفوائد المترتبة على استخدام الكائنات المعدلة وراثيًا في الحياة اليومية. تُدرس التعديلات الوراثية من قبل الباحثين تحت ظروف مراقبة شديدة بعد إدخالها إلى الكائن الحي، مما يتيح فهمًا علميًا محسّنًا لتأثيرات تعديلات الجينات المعنية واستجابة الكائن الحي المحدد.

#### البشر
في أبريل 2015، استخدمت تقنية تحرير الجينات على الأجنة البشرية واستمر النقاش حول أخلاقيات مثل هذه الإجراءات منذ ذلك الحين. ومع ذلك، يتفق العلماء وصانعو السياسات على أن مثل هذه النقاشات العامة يجب أن تحدد قانونية تحرير جينوم الخط الإنتاشي. يُعتبر تعديل الحمض النووي الذي لا يمكن نقله وتوريثه لشخص بهدف تحسين حالته الطبية مقبولًا عمومًا ولديه العديد من البروتوكولات الأخلاقية التي تراقب مثل هذه الإجراءات. وهذا يشمل عدة تعديلات مثل التبرع بالأعضاء، وزرع نخاع العظم، وأنواع معينة من العلاجات الجينية، وكلها تأخذ بعين الاعتبار القيم الثقافية والدينية. ومن ناحية أخرى، هناك خلاف حول تعديل الجينات الوراثية القابلة للإرث مما يتضح من حظر 19 دولة لهذا النوع من التعديل الجيني. بالنسبة لأولئك الذين يعتبرون أن حيوية أجنة الإنسان مكافِئة للبالغين، فإن تعديل الجينات في المراحل المبكرة من الإخصاب يثير مخاوف أخلاقية. ومن أجل التخفيف من هذه المخاوف، استخدمت الدراسات التي تستخدم الأجنة البشرية الأجنة المتبقية من العلاجات بالتلقيح الصناعي. واقترح العلماء أيضًا إنشاء زويجة مخصبة من الحيوانات المنوية والبويضات المُتبرّع بها فقط لأغراض البحث. من أجل التخفيف من هذه المخاوف، استخدمت دراسات على الأجنة البشرية الأجنة المتبقية من علاجات التلقيح الاصطناعي. كما اقترح العلماء أيضًا إنشاء أجنة مخصبة من الحيوانات المنوية والبويضات المتبرع بها لأغراض البحث فقط. ومع ذلك، فإن هذا الموضوع يثير مخاوف أخلاقية إضافية داخل المجتمع العلمي حول مفهوم خلق الزيجوت فقط للاستخدام في التجارب العلمية.

#### الأغذية
تدور النقاشات أيضًا حول الأغذية المعدلة وراثيًا من حيث الآثار المثيرة للجدل على الصحة والبيئة في مختلف النطاقات الزمنية. نُفِّذت تنظيمات للموافقة على الأطعمة المعدلة وراثيًا لتقليل بعض الغموض والشكوك الذي تلاحق هذا المجال. تشمل الأسباب المؤيدة لتطوير الأغذية المعدلة وراثيًا  تلبية متطلبات السكان البشري المتزايد أعدادهم  بشكل هائل، والتعويض عن النقص في الأراضي الصالحة للزراعة،ومعالجة الانخفاض في التنوع الجيني الذي يحد من التحسين المحتمل للأنواع. الفوائد الإضافية تتضمن تحسين تحمل الأعشاب الضارة وزيادة مقاومة الآفات والبكتيريا والفطريات والفيروسات، وزيادة تحمل النبات للضغوط وزيادة محتوى المغذيات داخل الكائن الحي. توفر تقنية الهندسة الوراثية فرصة تحقيق الأمن الغذائي العالمي من خلال التعامل مع هذه المشاكل والتأثير الإيجابي على اقتصاد إنتاج الأغذية. كما ويُبحث حاليًا في المخاطر الصحية المحتملة، وهناك متطلبات لتوضيح سلامة الأغذية المعدلة وراثيًا قبل استهلاكها من قبل الجمهور.
تُعتبر الآثار البيئية أيضًا، نظرًا للاضطرابات التي تحدث داخل الشبكة الغذائية عند إضافة هذه الكائنات إلى نظام بيئي متوازن سابقًا. وبما أن التعديل الجيني يحدث بسرعة كبيرة، فقد لا يكون بإمكان البيئة التكيف والتكامل مع الكائن الجديد داخل النظام البيئي، أو يمكن أن يتسبب في آثار غير مرغوبة على محيطه. وتشمل الآثار الأخرى على البيئة التدفق الجيني غير الطبيعي، وتعديل الكيمياء الزراعية للتربة والمياه، والحد من تنوع الأنواع.

### الآثار المستقبلية للتعديل
تتمثل الاعتبارات الأخلاقية المتعلقة بتحرير الجينات بشكل كبير في الجدل داخل المجتمع العلمي بسبب تداعياتها غير المحددة على بقية المجتمع.
وعلى الرغم من عدم التوصل إلى توافق في الآراء، فإن هناك خططًا في مكان لاستخدام الموارد المتاحة لمواصلة التعليم والبحث العلمي والبحث في القضايا الأخلاقية والقانونية والاجتماعية المرتبطة بالتعديل الجيني.